# Профессионал (фильм, 2024)
«Профессионал» (букв. «Отпущение грехов», англ. Absolution) — американский криминальный триллер режиссёра Ханса Петтера Муланда по сценарию Тони Гейтона с Лиамом Нисоном в главной роли.
Премьера фильма состоялась 1 ноября 2024 года.

## Сюжет
Получив неприятный диагноз, стареющий гангстер Лиам Нисон пытается наладить отношения со своими детьми и исправить ошибки прошлого, но преступный мир не желает ослаблять хватку.

## В ролях
- Лиам Нисон — гангстер
- Рон Перлман — Кайл Коннер
- Йолонда Росс
- Дэниел Дьемер
- Левон Панек[3]
- Гия Трюсдейл — жена Чарли
- Том Кемп
- Брюс Буста Сошиа — Томми
- Райан Хомчик — доктор Грубер
- Джош Дреннен
- Уильям Ксифарас
- Хавьер Молина — Гамберро
- Омар Мустафа Гоним
- Крис Айверс — священник
- Райан Карауэй — Джордж

## Производство
Главные роли в фильме получили Лиам Нисон, Рон Перлман, Дэниел Дьемер и Йолонда Росс.
В октябре 2022 года съёмки прошли в Уинтропе, штат Массачусетс и в Оллстоне. Съёмки также проходили в Норвуде, штат Массачусетс, в ноябре 2022 года.
В сентябре 2024 года фильм получил название «Absolution». Премьера фильма состоялась 1 ноября 2024 года.

## Отзывы и оценки
На сайте Rotten Tomatoes фильм имеет рейтинг 51%, основанный на 49 отзывах со средней оценкой 5.8/10. На Metacritic средневзвешенная оценка составляет 51 из 100 на основе 12 рецензий.